# Buster Keatons Trauung mit Hindernissen
Buster Keatons Trauung mit Hindernissen (Originaltitel: The Scarecrow; Alternativtitel: Trauung mit Hindernissen, Buster Keatons verhinderte Trauung) ist ein US-amerikanischer Slapstick-Film aus dem Jahr 1920. Der Film basiert auf dem Drehbuch von Edward F. Cline und Buster Keaton, die auch die Regie übernahmen. Der Film wurde am 22. Dezember 1920 in Amerika veröffentlicht.

## Handlung
Die Knechte Keaton und Roberts leben in einer bescheidenen Hütte und haben sich mit engen Verhältnissen ihrer Behausung arrangiert. Die beiden haben allerdings ein ganz anderes Problem, sie haben sich in die Tochter des Farmers verliebt und möchten ihr einen Heiratsantrag machen.
Als beide mit ihr sprechen wollen, erscheint der Farmer und schickt seine Tochter ins Haus. Dort backt sie eine Cremetorte, die wenig später vom Hofhund gefressen wird. Als Keaton auf den Hof kommt, um sich mit ihr zu verloben, wird er durch den weißen Schaum vor dem Maul des Hundes so erschreckt, dass er vor diesem flieht. Roberts rennt zur nächsten Apotheke und besorgt dort alles, um ihn notfalls zu behandeln. Keaton verliert währenddessen seine Kleidung und schließt hiernach mit dem Hund Frieden.
Roberts wird von einem Truck angefahren und muss sich selbst versorgen, da der Truckfahrer Fahrerflucht begeht. Er kehrt wieder zum Hof zurück und macht der Tochter des Farmers in diesem Zustand einen Antrag. Diesen lehnt sie ab. Keaton kehrt derweil in seiner Unterwäsche auf die Farm zurück, um ihr ebenfalls einen Antrag zu machen. Dabei wird er vom Farmer verscheucht. Er flieht zu einer Vogelscheuche und kleidet sich komplett neu ein.
Nachdem er den Farmer und seinen Mitbewerber mehrfach geärgert hat, muss er vor ihrem Zorn fliehen und macht der Farmerstochter einen Antrag. Gemeinsam fliehen sie in die Stadt und stehlen zuerst ein Pferd und dann ein Motorrad. Der Farmer rast ihnen mit dem Auto hinterher. Während ihrer Flucht nehmen sie einen Pfarrer in ihrem Wagen auf, der sie dann noch während der Fahrt kirchlich traut.

## Hintergrundinformationen
Luke the Dog war der Hund von Fatty Arbuckle, der für die Produktion bei 10 Filmen eingesetzt wurde. Joe Keaton, der die Rolle des Farmers übernahm, ist in Wirklichkeit der Vater von Buster Keaton. Der Film wurde am 618 Beverly Drive in Beverly Hills gedreht.
Für die kleine Hütte der beiden Knechte ließen sich die Setdesigner um Fred Gabourie viele kleine Details einfallen. So besitzen die beiden z. B. einen Phonographen, der sich mit ein paar Handgriffen in einen Gasherd verwandeln lässt.
Der Film erlebte seine deutsche Erstaufführung am 3. Juli 1925 unter dem Titel Buster Keatons verhinderte Trauung.
Robert Israel gab dem Film 1995 seine Hintergrundmusik.